# Valerie Kyeyune Backström
Valerie Namuli Kyeyune Backström, född 10 november 1989 i Umeå, är en svensk kulturskribent och -kritiker. Sedan 2024 är hon biträdande kulturchef på Expressen.
Valerie Kyeyune Backström är född i Umeå och växte upp i Vela utanför Enköping.
Hon har skrivit i Expressen sedan 2014. Hon har tidigare varit chefredaktör för Bang. Hon har även frilansat för tidskrifter som Kritiker, Konstnären, Kunstkritikk, FLM, Konstperspektiv och Ord & Bild. År 2020 debuterade hon som författare med romanen Ett nytt England på Modernista.
År 2023 tilldelades hon kritikerpriset Madeleine Gustafsson-priset och Axel Liffner-stipendiet. År 2024 tilldelades hon Dagens Nyheters kritikerpris Lagercrantzen.